# Classe Montana
Le corazzate della classe Montana della United States Navy furono progettate per succedere alla classe Iowa, essendo più lente, ma più grandi, con migliore corazzatura e con una potenza di fuoco maggiore. Cinque navi furono approvate per la costruzione durante la Seconda guerra mondiale, ma durante la guerra le priorità cambiarono e si diedero più risorse alle portaerei classe Essex e alle corazzate Iowa, facendo cancellare la classe Montana ancor prima che essa fosse impostata.
Gli armamenti che queste navi avrebbero dovuto avere erano dodici cannoni Mark 7 da 406mm disposti su quattro torrette da tre cannoni ciascuna. Con un maggiore armamento contraereo e una corazzatura più spessa, la classe Montana sarebbe stata la corazzata americana più grande, più resistente e più armata di sempre. L'unica classe ad avvicinarsi alla classe Yamato dell'Impero giapponese.
Dato che le corazzate classe Iowa erano abbastanza veloci da scortare le portaerei classe Essex, esse furono mantenute in servizio, rendendole le ultime corazzate statunitensi ad essere rese operative.

## Armamenti

### Specifiche
Gli armamenti della classe Montana sarebbero stati molto simili a quelli della precedente classe Iowa, ma con maggiori batterie principali e batterie secondarie più potenti per una maggiore efficienza contro i nemici di superficie. Se fossero mai state realizzate si sarebbero contraddistinte nella flotta americana come le navi più potenti mai costruite, oltre ad essere le uniche a possedere armamenti e corazzature simili alle giapponesi  della classe Yamato:Yamato e Musashi.

### Batterie principali
Le batterie principali delle corazzate classe Montana sarebbero state disposte su quattro torri, due anteriori e due posteriori, ognuna da 3 cannoni calibro 406/50mm Mark 7, per un totale di dodici cannoni principali. Il tipo di cannoni sarebbe stato uguale a quelli montati sulle corazzate Iowa, lunghi 20 m, ovverosia sarebbero stati lunghi 50 volte il calibro dell'arma (406 mm). Ogni cannone pesava 121.500 kg (108.000 kg senza la culatta). I proiettili che sparava pesano 1.200 kg e raggiungono una velocità massima di 820 m/s con una portata di 24 miglia nautiche (44 km). Una volta raggiunta la sua portata massima il proiettile avrebbe passato più di un minuto e mezzo in volo. L'aggiunta della quarta torre fece sì che le corazzate classe Montana avessero una potenza di fuoco in bordata di 14.700 kg, quindi superiore ai 13.100 kg della classe Yamato. 
Le barbette si sarebbero dovute estendere nei ponti inferiori, per la precisione le torri 1 e 4 si sarebbero estese per quattro ponti, mentre le torri 2 e 3 per cinque ponti sotto coperta.
Gli spazi inferiori delle torri avrebbero dovuto ospitare i magazzini per i proiettili e quelli per le cariche. Ogni torre per essere operativa richiedeva 94 uomini. Le torri non erano attaccate alla nave, ma poggiavano su dei rulli, in modo che se una delle navi fosse stata rovesciata le torri sarebbero cadute in mare. Ogni torre inclusiva di barbette, magazzini e camere di carica, avrebbe avuto un costo di $1,4 milioni.